# Ibrido
Ibrido è un individuo generato dall'incrocio di due organismi di specie diverse che differiscono per più caratteri.

## Descrizione
Nell'ambito delle scienze biologiche, il termine assume differenti significati:
1. Un primo significato si riferisce al risultato di un incrocio tra due animali o piante di diversi taxa[2] con alcuni sotto casi. 
  1. Ibridi tra specie diverse all'interno dello stesso genere, note anche come incroci o ibridi interspecifici o intragenerici.
  2. Ibridi tra le diverse sottospecie all'interno di una specie, noti come ibridi intraspecifici.
  3. Ibridi tra i diversi generi, noti anche come ibridi intergenerici.
  4. Ibridi tra le diverse famiglie. Sebbene estremamente rara si verifica anche l'ibridazione interfamiliare, come ad esempio capita con la faraona, nei generi Agelastes, Numida, Guttera, Acryllium.
2. Il secondo significato di ibrido si riferisce ad incroci tra le popolazioni, razze, cultivar o varietà botaniche ma all'interno di una medesima specie. Questo secondo significato è usato in agronomia. In questi ambiti gli ibridi sono comunemente prodotti e selezionati artificialmente, perché hanno caratteristiche desiderabili e non presenti o limitatamente presenti nella generazione genitoriale.
3. In senso non tassonomico, in genetica, per ibrido si intende un generale caso di eterozigosi nella prole derivante dall'incrocio di genitori omozigoti, con diversi sotto casi.

In senso colloquiale, senza alcuna connotazione scientifica, per ibrido si intende un organismo, reale o di fantasia, spesso con caratteristiche mostruose, che coniuga le caratteristiche di due esseri anche completamente differenti, e per estensione si proietta metaforicamente per similitudini, il concetto anche al di fuori dei viventi come ad esempio in veicolo ibrido, motore ibrido, in linguistica riferito a parole composte in modo eterogeneo, eccetera. Il significato colloquiale può porre errori interpretativi quando utilizzato impropriamente in ambito scientifico.

## Flora

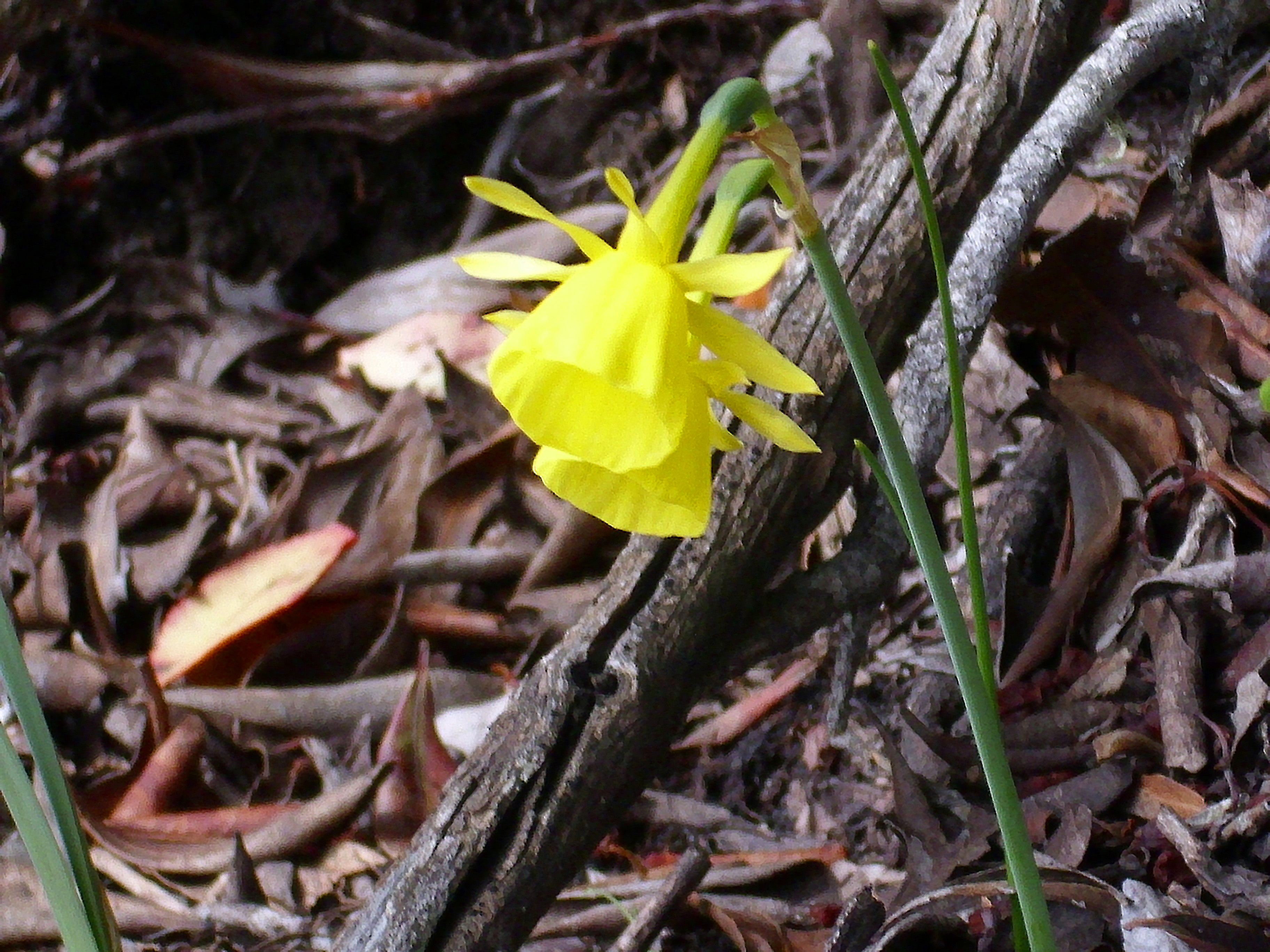
Narcissus × ponsii-sorollae

In botanica si utilizzano i processi di ibridazione al fine di modificare alcuni caratteri, farne emergere di nuovi, costituire nuove varietà: i fiori femminili vengono impollinati esclusivamente col polline della varietà selezionata ricorrendo ad accorgimenti che impediscano l'impollinazione da parte di altre piante (nelle specie dioiche) o dalla stessa (nelle specie monoiche). Per arrivare ad una nuova varietà o specie attraverso l'ibridazione è necessario rendere stabili i caratteri per mezzo di incroci successivi con l'obiettivo di ottenere individui omozigoti rispetto a quegli stessi caratteri. Gli ibridi si riconoscono per il simbolo ×.

## Fauna

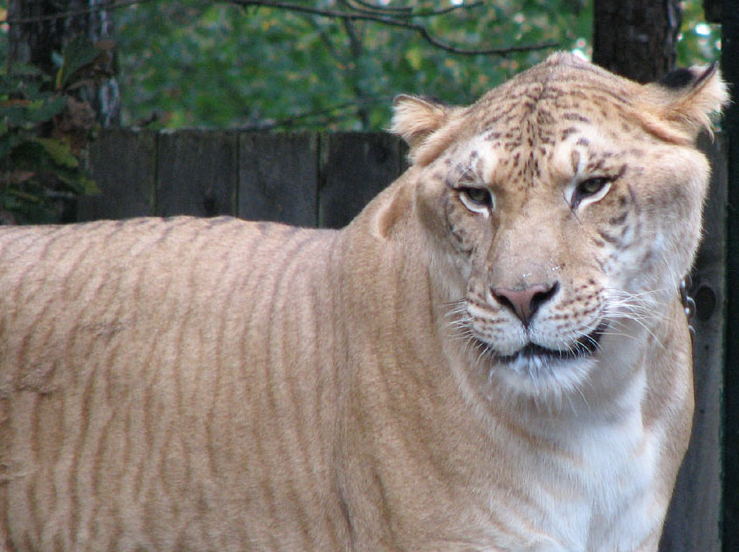
Il ligre, uno degli ibridi con il peso massimo (qui una foto del ligre Hercules).

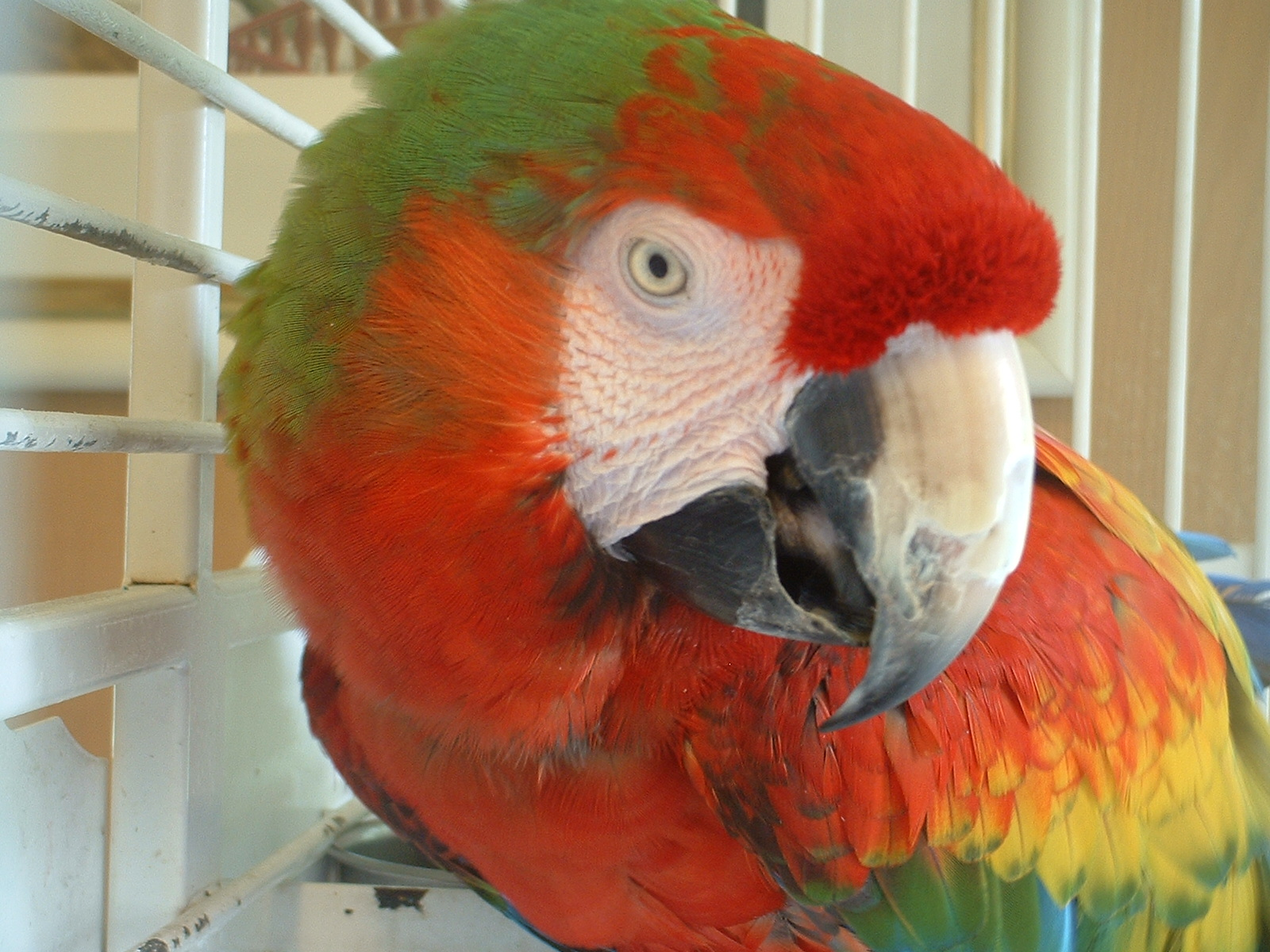
Ara catalina, Minnesota.

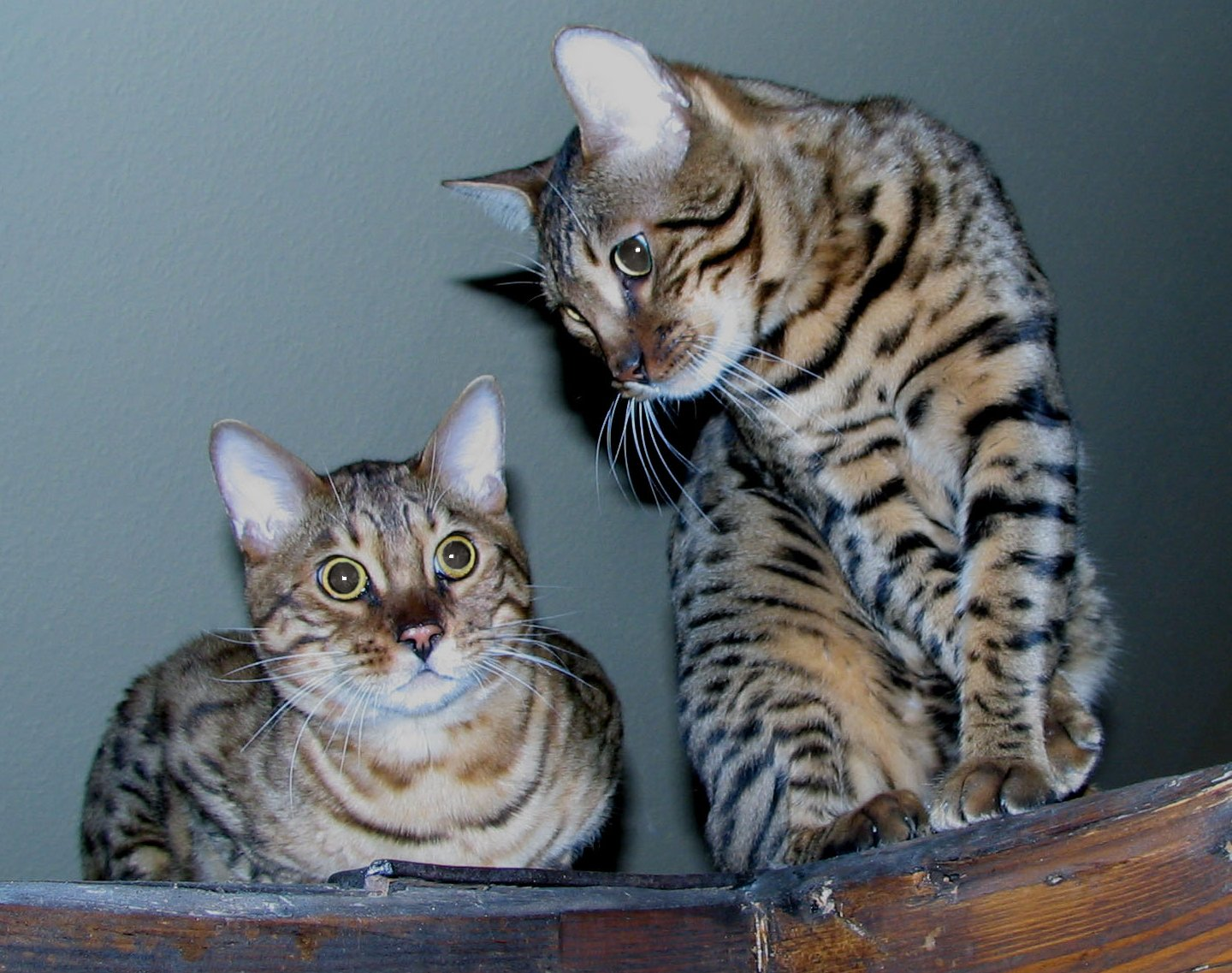
Il gatto Bengala nasce dall'unione ibrida tra un gatto domestico e un gatto leopardo.

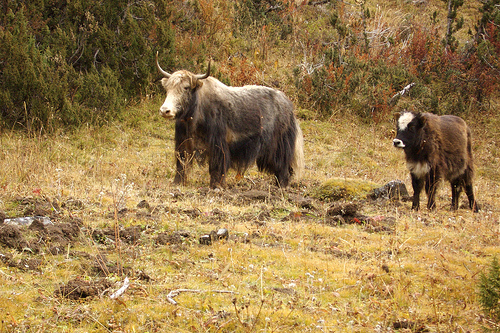
Due esemplari di dzo (yak-bovino): un adulto e un cucciolo.

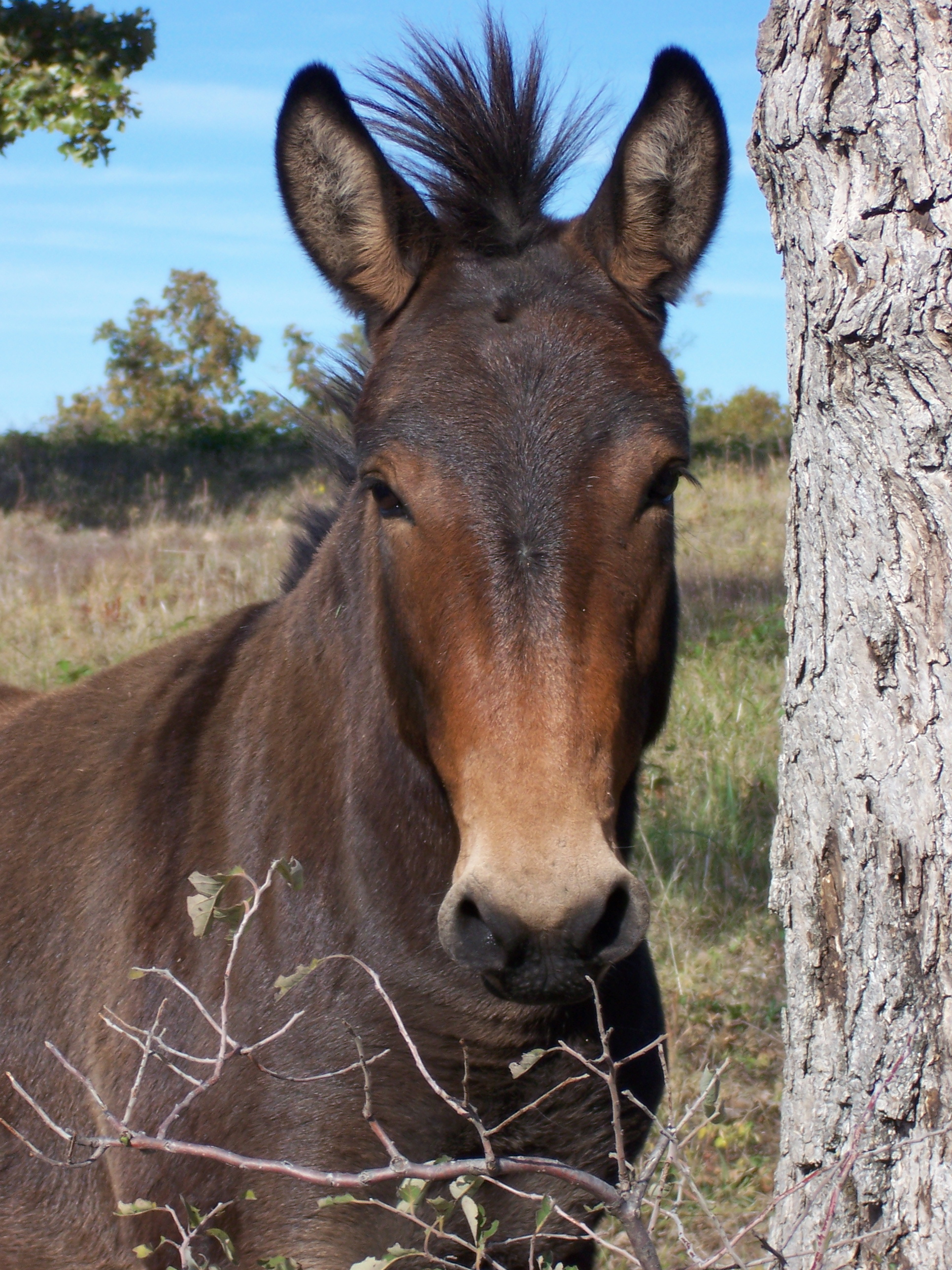
Un esemplare di mulo: un maschio di questo animale è sempre sterile.

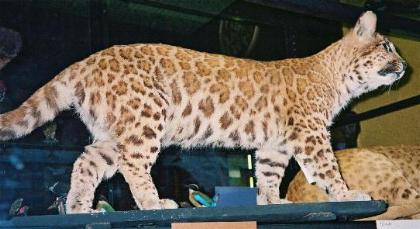
Pumapardo impagliato al Natural History Museum at Tring di Rothschild.

Per ibridazione interspecifica si intende il processo per cui due animali di specie diverse si riproducono dando vita a una progenie con caratteristiche genetiche (e spesso, morfologiche) intermedie rispetto alle specie parentali. Tale progenie può essere sterile o fertile. In quest'ultimo caso, spesso, gli ibridi sono capaci di reincrociarsi con una o entrambe le specie parentali ("backcrossing"), costituendo un vettore per il passaggio di geni tra una specie e l'altra (introgressione). L'"ibridazione introgressiva" così risultante da un lato è una potente forza evolutiva, introducendo nuovi caratteri in popolazioni e specie, che possono o meno venire selezionati dall'ambiente; dall'altro, in alcuni casi, i nuovi caratteri introdotti in una specie possono risultare svantaggiosi e portare ad una riduzione della fitness e un aumento del rischio di estinzione. 
Tali considerazioni si estendono anche a popolazioni della stessa specie con caratteristiche differenti (es. sottospecie, ESU, ecc...), e in questo caso si parla di ibridazione intraspecifica.
Il fenomeno ibridazione è a tutt'oggi in continuo aumento, e si parla di "ibridazione antropogenica", perché le attività umane hanno spesso l'effetto di rompere i meccanismi di isolamento riproduttivo tra specie e popolazioni (si pensi a introduzioni e traslocazioni di piante e animali, modificazioni dell'habitat, cambiamenti climatici che comportano lo spostamento di popolazioni, ecc...).
Infatti, l'ibridazione interspecifica riguarda oggi almeno il 10% delle specie animali e il 6% dei mammiferi europei.
Un caso particolarmente "problematico" riguarda l'ibridazione tra conspecifici domestici e selvatici (es. cinghiale e maiale, cane e lupo, ecc...). Poiché le pressioni selettive che agiscono sulle popolazioni in cattività sono molto diverse da quelle che agiscono sulle popolazioni selvatiche (rilassamento della pressione selettiva naturale, forte selezione artificiale), molto spesso i caratteri degli animali domestici, che possono passare alle popolazioni selvatiche tramite ibridazione introgressiva, risultano fortemente svantaggiosi (es. mantello differente, non "wild-type", troppo visibile in natura) o possono accrescere problemi di carattere gestionale (maggiore fertilità e invasività delle specie selvatiche, come nel caso del cinghiale).
Un caso di ibridazione in natura può essere quello dell'incrocio tra l'orso polare e il grizzly, l'orso grolare. Altri esempi di ibrido possono essere il ligre (che è una tigre, ma quasi priva di striature, molto chiare, quasi invisibili e il muso più simile a quello di un leone che di una tigre) e il tigone (una tigre con una criniera e delle striature quasi invisibili, di colore arancione-giallo ocra) che possono nascere dall'accoppiamento tra un maschio di leone e una femmina di tigre e viceversa; altri esempi possono essere il leopone, incrocio tra leone e leopardo: nell'aspetto è praticamente uguale a un comune leopardo, ma più grande e con una specie di criniera che parte dalla nuca per poi terminare alle spalle (tipo cresta), e il pumapardo, ibrido tra il puma e il leopardo, tenuto in cattività allo zoo di Amburgo a fine Ottocento dove un secondo esemplare fu venduto allo zoo di Berlino (dove sono stati mantenuti molti animali poi estintisi, come il quagga). Anche in campo domestico sono stati artificialmente ottenuti animali ibridi interspecifici, come incroci tra felini selvatici (il servalo e il caracal) e razze di gatti domestici (per esempio il gatto Bengala).

### Lista di animali ibridi

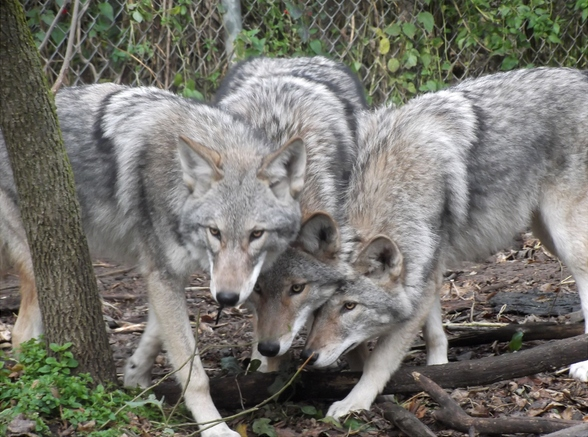
Tre rari esemplari di coywolf.

- Ara catalina - incrocio tra un maschio di ara scarlatta (Ara macao) ed una femmina di ara giacinto (Anodorhynchus hyacinthinus)[senza fonte].
- Bardotto - incrocio tra un cavallo ed un'asina; l'incrocio inverso dà un mulo.
- Beefalo - incrocio tra un bovino domestico (Bos taurus) ed un bisonte americano.
- Cama - incrocio tra un lama ed un cammello.
- Cammello ibrido - incrocio tra un cammello ed un dromedario.
- Caraval - incrocia tra un caracal maschio ed un serval femmina; l'incrocio inverso dà un servical.
- Ciclide pappagallo - incrocio tra dei pesci.
- Chimera capra-pecora - chimera tra la capra e la pecora.
- Coyote ibrido - incrocio tra un cane ed un coyote.
- Coywolf - incrocio tra il coyote ed un lupo.
- Dzo - incrocio tra uno yak ed una mucca.
- Galatiel - incrocio tra un calopsite (Nymphicus hollandicus) ed un cacatua roseicapilla (Eolophus roseicapilla).
- Gertolone - incrocio tra un Anas platyrhynchos ed un Anas clypeata
- Giagupardo - incrocio tra un leopardo ed un giaguaro.
- Giaguone - incrocio tra un leone femmina ed un giaguaro maschio.
- Huarizo - incrocio tra un lama ed un'alpaca.
- Ibrido cane-volpe - incrocio tra un cane ed un aguarachay.
- Ibrido capra-pecora - incrocio tra una capra ed una pecora.
- Ibrido elefante africano-elefante asiatico - incrocio tra un elefante africano di savana ed un elefante asiatico.
- Orso glolare - incrocio tra un orso grizzly ed un orso polare.
- Ibrido tursiope-delfino comune - incrocio tra un Tursiops truncatus ed un Delphinus delphis.
- Ibrido tursiope-stenella - incrocio tra un Tursiops truncatus ed una Stenella frontalis.
- Iguana ibrida - incrocio tra un'iguana marina (Amblyrhynchus cristatus) ed un'iguana terricola delle Galapagos (Conolophus subcristatus).
- Incardellato o mule - incrocio tra un canarino ed un cardellino.
- Iosto - incrocio tra un pecora sarda ed un muflone.[4]
- Jaguay - incrocio tra un jaguapitango ed un aguarachay.
- Leopone - incrocio tra un maschio di leopardo ed una femmina di leone.
- Ligre - incrocio tra un maschio di leone ed una femmina di tigre; l'incrocio inverso dà un tigone.
- Lupo ibrido - incrocio tra un maschio di cane ed una femmina di lupo.
- Mulo - incrocio tra un asino ed una giumenta; l'incrocio inverso da un bardotto.
- Porcastro - incrocio tra un cinghiale ed una scrofa.
- Pumapardo - incrocio tra un puma ed un leopardo.
- Sciacallo ibrido - incrocio tra uno sciacallo dorato ed un cane.
- Servical - incrocio tra caracal femmina ed un serval maschio; l'incrocio inverso dà un caraval.
- Tigone - incrocio tra un maschio di tigre ed una femmina di leone; l'incrocio inverso dà un ligre.
- Wholphin-tursiope - incrocio tra un wholphin femmina ed un maschio di tursiope (è per 3/4 un tursiope e per 1/4 pseudorca).
- Wholphin - incrocio tra un maschio di pseudorca ed una femmina di tursiope.
- Yakalo - incrocio tra uno yak ed un bisonte americano.
- Zebrallo - incrocio tra una zebra ed un cavallo.
- Zonkey - incrocio tra una zebra ed un asino.
- Zony - incrocio tra una zebra ed un pony.
- Zubron - incrocio tra il bovino domestico (Bos taurus) ed un bisonte europeo.